# Paragynoxys
Paragynoxys es un género de plantas herbáceas perteneciente a la familia de las asteráceas. Comprende 15 especies descritas y de estas, solo 11 aceptadas.

## Taxonomía
El género fue descrito por  (Cuatrec.) Cuatrec. y publicado en Brittonia 8: 153. 1955.

## Especies aceptadas
A continuación se brinda un listado de las especies del género Paragynoxys aceptadas hasta agosto de 2012, ordenadas alfabéticamente. Para cada una se indica el nombre binomial seguido del autor, abreviado según las convenciones y usos.
- Paragynoxys angosturae (Cuatrec.) Cuatrec.
- Paragynoxys corei (Cuatrec.) Cuatrec.
- Paragynoxys martingrantii (Cuatrec.) Cuatrec.
- Paragynoxys meridana (Cuatrec.) Cuatrec.
- Paragynoxys neodendroides (Cuatrec.) Cuatrec.
- Paragynoxys pileolanata S.Díaz
- Paragynoxys regis (H.Rob. & Cuatrec.) H.Rob. & Cuatrec.
- Paragynoxys santurbanensis (Cuatrec.) Cuatrec.
- Paragynoxys undatifolia Cuatrec.
- Paragynoxys uribei Cuatrec.
- Paragynoxys venezuelae (V.M.Badillo) Cuatrec.